# Carex anomoea
Espèce
Classification phylogénétique
Carex anomoea est une espèce de plantes du genre Carex et de la famille des Cyperaceae.